# Acalolepta dayremi
Acalolepta dayremi es una especie de escarabajo longicornio del género Acalolepta, tribu Monochamini, subfamilia Lamiinae. Fue descrita científicamente por Breuning en 1936.
Se distribuye por Australia. Mide aproximadamente 29 milímetros de longitud.